# The New York Times Company
A New York Times Company é uma empresa americana de mídia de massa que publica o The New York Times, suas publicações associadas e outras propriedades de mídia. Sua sede fica em Manhattan, na cidade de Nova York.

## História
A empresa foi fundada por Henry Jarvis Raymond e George Jones na cidade de Nova York. A primeira edição do jornal The New York Times, publicada em 18 de setembro de 1851, dizia "Publicamos hoje a primeira edição do New-York Daily Times e pretendemos publicá-la todas as manhãs (exceto aos domingos) por um número indefinido de anos".
A empresa entrou no setor de canais a cabo, adquirindo uma participação de 40% no Popcorn Channel, um canal de pré-visualização de filmes em cinemas e horários de filmes locais, em novembro de 1994. Em 1996, expandiu suas transmissões ao adquirir a Palmer Communications, proprietária da WHO-DT em Des Moines e da KFOR em Oklahoma City.
A empresa concluiu a compra da participação de 50% do The Washington Post no International Herald Tribune (IHT) por US$ 65 milhões em 1º de janeiro de 2003, tornando-se a única proprietária.
Em 18 de março de 2005, a empresa adquiriu a About.com, um provedor on-line de informações ao consumidor, por US$ 410 milhões. Em 2005, a empresa informou aos seus investidores uma receita de US$ 3,4 bilhões.
Em 25 de agosto de 2006, o The Times adquiriu o Baseline StudioSystems, um banco de dados on-line e serviço de pesquisa sobre os setores de cinema e televisão, por US$ 35 milhões.
A empresa anunciou, em 12 de setembro de 2006, sua decisão de vender o Broadcast Media Group, que consiste em "nove estações de televisão afiliadas à rede, seus sites relacionados e o centro operacional digital". O New York Times informou em 4 de janeiro de 2007 que a empresa havia chegado a um acordo para vender todas as nove estações de televisão locais para a empresa de capital privado Oak Hill Capital Partners, que então criou uma holding para as estações, a Local TV LLC. A empresa anunciou que havia finalizado a venda de seu Broadcast Media Group em 7 de maio de 2007, por "aproximadamente US$ 575 milhões".
Em 7 de maio de 2007, a empresa anunciou que seu serviço de informações na Web About.com estava adquirindo o Consumersearch.com, um site que compila avaliações de produtos de consumo, por US$ 33 milhões em dinheiro.
Em 2007, a empresa mudou-se da 229 West 43rd Street para o New York Times Building, na 620 Eighth Avenue, no lado oeste da Times Square, entre as ruas 40 e 41, em frente ao Terminal de Ônibus da Port Authority of New York & New Jersey.
Em 14 de julho de 2009, a empresa anunciou que a WQXR seria vendida para a WNYC, que transferiu a estação para 105,9 FM e começou a operar a estação de forma não comercial em 8 de outubro de 2009. Essa transação de US$ 45 milhões, que envolveu a mudança da WCAA da Univision Radio de 105,9 FM para a frequência 96,3 FM, encerrou os 65 anos de propriedade da estação pelo Times.
Em dezembro de 2011, a empresa vendeu seu Regional Media Group para o Halifax Media Group, proprietários do The Daytona Beach News-Journal, por US$ 143 milhões. O Boston Globe e o The Telegram & Gazette de Worcester não fizeram parte da venda. Em 2011, o Times vendeu o Baseline StudioSystems de volta para seus proprietários originais, Laurie S. Silvers e Mitchell Rubenstein, acionistas majoritários da Project Hollywood LLC.
Diante da queda da receita de publicidade impressa em sua principal publicação em 2011, o The New York Times, a empresa introduziu um paywall em seu site. A partir de 2012, o sucesso foi modesto, obtendo várias centenas de milhares de assinaturas e cerca de US$ 100 milhões em receita anual.
Em 2013, a New York Times Company vendeu o The Boston Globe e outras propriedades de mídia da Nova Inglaterra para John W. Henry, o principal proprietário do Boston Red Sox. De acordo com a Times Company, a mudança foi feita para que a empresa pudesse se concentrar mais em suas marcas principais.
Depois de formar uma parceria editorial com o New York Times em 2015, O Wirecutter foi adquirido pelo Times em outubro de 2016 por um valor divulgado de US$ 30 milhões.
Em março de 2020, a New York Times Company adquiriu o aplicativo de áudio baseado em assinatura, Audm.
Em julho de 2020, a New York Times Company adquiriu a empresa de produção de podcasts Serial Productions. No mesmo mês, a empresa nomeou a diretora de operações Meredith Kopit Levien para o cargo de CEO.
Em fevereiro de 2022, a New York Times Company comprou o The Athletic, um site de notícias esportivas baseado em assinatura, por US$ 550 milhões. Seus fundadores, Alex Mather e Adam Hansmann, permaneceram na publicação, que funciona separadamente do Times. Mais tarde naquele mês, adquiriu o Wordle, um jogo de quebra-cabeça de palavras na Internet que cresceu de 90 jogadores em outubro de 2021 para milhões no momento da compra.
A ValueAct Capital adquiriu uma participação na empresa em agosto de 2022. O ValueAct visa incentivar a empresa a buscar mais ativamente a venda de assinaturas "agrupadas" para suas várias ofertas.

### Estações de rádio

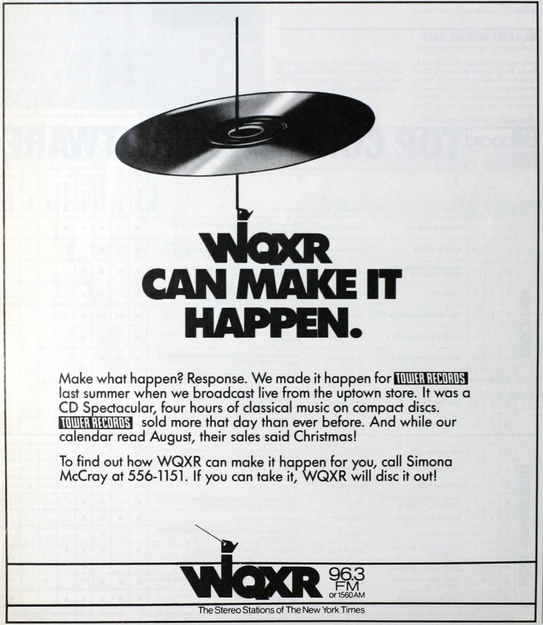
Uma propaganda da WQXR-FM-AM, anteriormente conhecida como "The Stereo Stations of The New York Times" (1986)

O jornal comprou a estação de rádio AM WQXR (1560 kHz) em 1944. Sua estação FM "irmã", a WQXQ, tornou-se a WQXR-FM (96,3 MHz). Com o nome de "The Stereo Stations of The New York Times", seu formato de rádio de música clássica foi transmitido simultaneamente nas frequências AM e FM até dezembro de 1992, quando o formato de música de banda larga e pop padrão da estação WNEW (1130 kHz - agora WBBR/"Bloomberg Radio") foi transferido e adotado pela WQXR; Em reconhecimento à mudança de formato, a WQXR mudou suas letras de chamada para WQEW (uma combinação "híbrida" de "WQXR" e "WNEW"). Em 1999, o The New York Times estava arrendando a WQEW para a ABC Radio para seu formato "Radio Disney". Em 2007, a WQEW foi finalmente comprada pela Disney; No final de 2014, foi vendida para a Family Radio (uma rede de rádio religiosa) e se tornou a WFME. Em 2009, a WQXR-FM foi vendida para o grupo de rádio WNYC e, em 8 de outubro, passou de 96,3 para 105,9 MHz (trocando frequências com a estação de língua espanhola WXNY-FM, que queria o transmissor mais potente para aumentar sua cobertura) e começou a operar como uma estação de rádio pública não comercial.

## Patrimônio
Além de seu jornal homônimo, a empresa é proprietária do New York Times International Edition e de propriedades digitais relacionadas, incluindo o NYTimes.com, bem como de várias propriedades relacionadas à marca.

## Propriedade e liderança
Desde 25 de setembro de 1997, a empresa está listada na Bolsa de Valores de Nova York sob o símbolo NYT. De 27 de abril de 1967 a 13 de janeiro de 1969, as ações ordinárias Classe A da empresa foram negociadas no mercado de balcão. De 14 de janeiro de 1969 a 24 de setembro de 1997, as ações foram negociadas na American Stock Exchange. Das duas categorias de ações, Classe A e Classe B, a primeira é negociada publicamente e a segunda é detida de forma privada - em grande parte (mais de 90% por meio do The 1997 Trust) pelos descendentes de Adolph Ochs, que comprou o jornal The New York Times em 1896.

### Empréstimo e investimento de Carlos Slim
Em 20 de janeiro de 2009, o The New York Times informou que sua empresa controladora, a New York Times Company, havia chegado a um acordo para emprestar US$ 250 milhões do bilionário mexicano Carlos Slim, "para ajudar a empresa jornalística a financiar seus negócios". Posteriormente, a The New York Times Company pagou esse empréstimo antes do prazo. Desde então, Slim comprou grandes quantidades de ações Classe A da empresa, que estão disponíveis para compra pelo público e oferecem menos controle sobre a empresa do que as ações Classe B, que são de propriedade privada. Os investimentos de Slim na empresa incluíram grandes compras de ações Classe A em 2011, quando ele aumentou sua participação na empresa para 8,1% das ações Classe A, e novamente em 2015, quando exerceu opções de ações - adquiridas como parte de um plano de pagamento do empréstimo de 2009 - para comprar 15,9 milhões de ações Classe A, tornando-se o maior acionista. Em 7 de março de 2016, Slim possuía 17,4% das ações Classe A da empresa, de acordo com os registros anuais apresentados pela empresa. Embora Slim seja o maior acionista da empresa, seu investimento só lhe permite votar nos diretores da Classe A, um terço do conselho da empresa.

### Diretoria
A partir de maio de 2022:
- A. G. Sulzberger, presidente da New York Times Company e editor do New York Times
- Aman Bhutani, CEO da GoDaddy
- Manuel Bronstein, CPO do Roblox
- Beth Brooke, ex-vice-presidente global de políticas públicas da Ernst & Young
- Rachel Glaser, CFO da Etsy
- Arthur Golden, autor de best-sellers
- Hays Golden, ex-executivo da AIG
- Meredith Kopit Levien, CEO da the New York Times Company
- Brian McAndrews, ex-presidente e CEO da Pandora Media
- David Perpich, ex-presidente da Wirecutter
- John W. Rogers Jr., fundador da Ariel Investments
- Doreen Tobin, ex-CFO da Verizon

## Prêmios comunitários

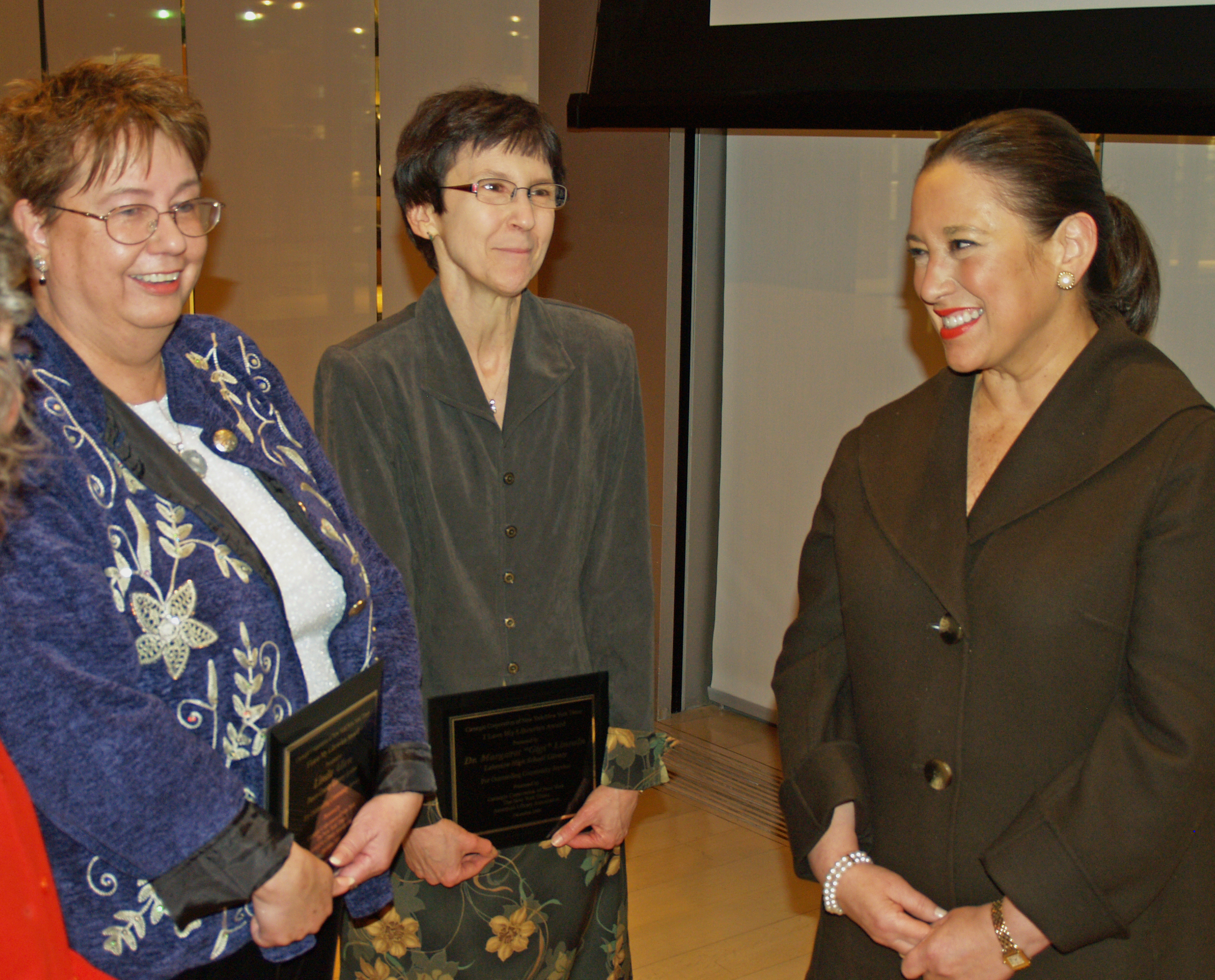
Linda Allen e Margaret "Gigi" Lincoln, ganhadoras do prêmio I Love My Librarian de 2008, conversam com Janet Robinson no New York Times Building.

A empresa patrocina uma série de prêmios nacionais e locais destinados a destacar as realizações de indivíduos e organizações em diferentes áreas.
Em 2007, inaugurou seu primeiro prêmio Nonprofit Excellence Award, concedido a quatro organizações "pela excelência de suas práticas de gestão". Somente organizações sem fins lucrativos da cidade de Nova York, Long Island ou Westchester eram elegíveis.
Em parceria com a Carnegie Corporation of New York e a American Library Association, a New York Times Company patrocina um prêmio para homenagear bibliotecários "por serviços prestados às suas comunidades". O prêmio I Love My Librarian! foi concedido a dez agraciados em dezembro de 2008 e apresentado pela presidente e CEO da New York Times Company, Janet L. Robinson, pelo presidente da Carnegie Corporation, Vartan Gregorian, e por Jim Rettig, presidente da American Library Association. Desde então, o prêmio tem sido concedido anualmente a dez bibliotecários excepcionais.
Em maio de 2009, a empresa lançou o prêmio The New York Times Outstanding Playwright Award para homenagear um dramaturgo americano que tivesse estreado recentemente como profissional em Nova York. primeiro vencedor foi Tarell Alvin McCraney por sua peça "The Brothers Size". Em 2010, Dan LeFranc ganhou por sua peça "Sixty Miles to Silver Lake".